# Эсиха (комарка)
Э́сиха (исп. Comarca de Écija)  — район (комарка) в Испании, входит в провинцию Севилья в составе автономного сообщества Андалусия.

## Муниципалитеты
| Муниципалитет        | Население | Площадь км² | Плотность населения чел./км² |
| -------------------- | --------- | ----------- | ---------------------------- |
| Каньяда-Росаль       | 3.103     | 25          | 124,12                       |
| Эсиха                | 39.295    | 976         | 40,26                        |
| Фуэнтес-де-Андалусиа | 7.353     | 150         | 49,02                        |
| Ла-Луйсиана          | 4.523     | 43          | 105,19                       |